# Safi da Pérsia
Safi (1611-1642) foi xá do Império Perso Sefávida, sucessor do seu avô Abas I. Reinou 1629-1642.